# Antroposofía

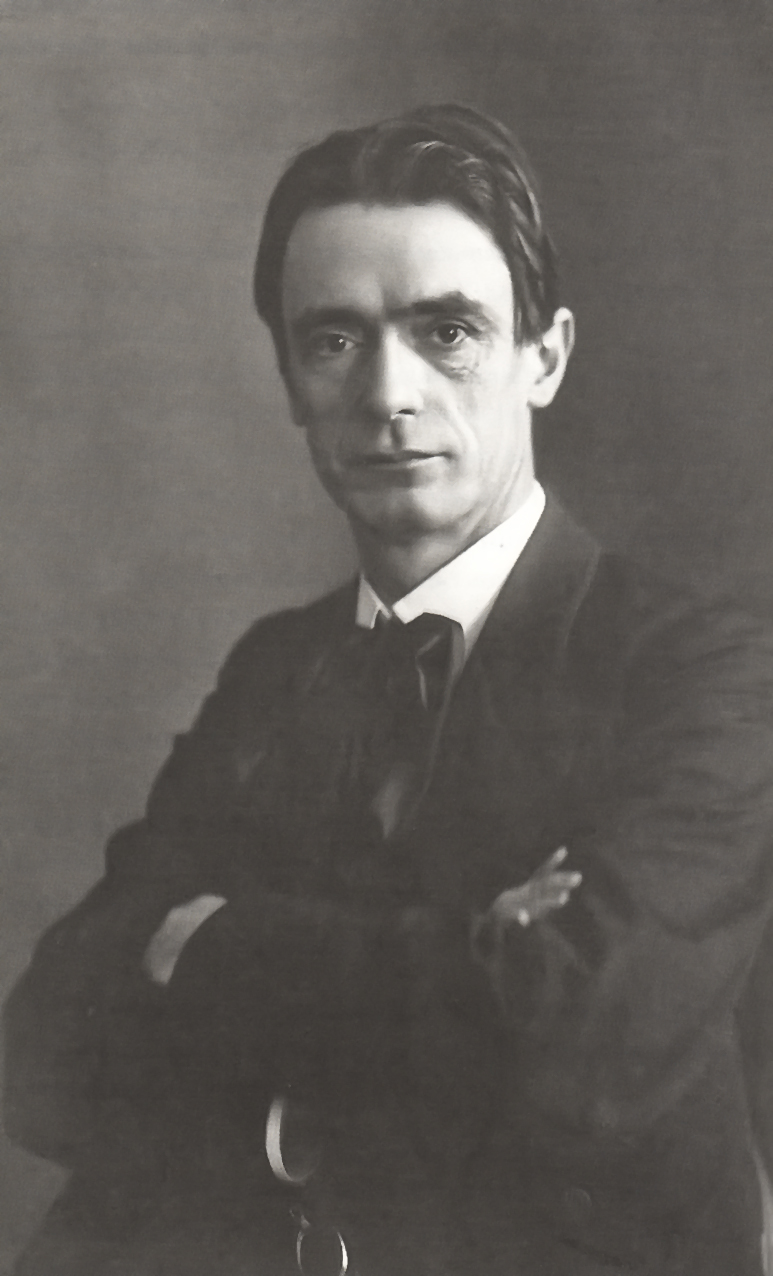
Rudolf Steiner.

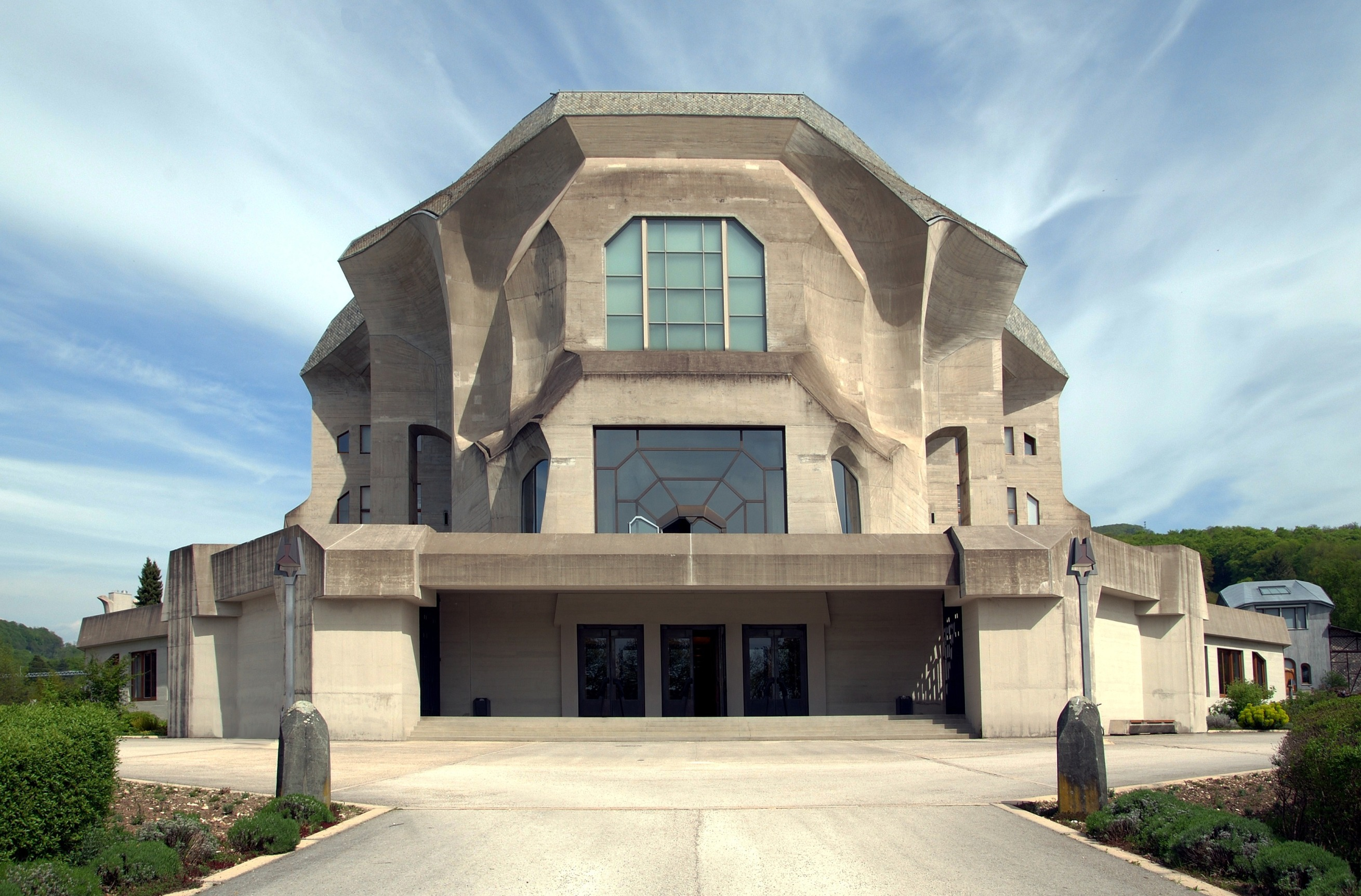
Segundo Goetheanum, sede de la Sociedad Antroposófica

La antroposofía (del griego ἄνθρωπως (anthropos) (hombre) + σοφία (sophia) (conocimiento)) es un sistema de pensamiento fundado a principios del siglo XX por Rudolf Steiner, que postula la existencia de un mundo espiritual objetivo, intelectualmente comprensible, accesible a la experiencia humana. Desde esta perspectiva, los seguidores de la antroposofía apuntan a participar en el descubrimiento espiritual a través de un modo de pensamiento independiente de la experiencia sensorial.  También pretenden presentar sus ideas de una manera verificable mediante el discurso racional y al estudiar el mundo espiritual buscan una precisión y claridad comparables a las obtenidas por los científicos que investigan el mundo físico.  No obstante, hoy en día se trata de un concepto muy amplio y aplicable a cualquier práctica social, y que puede tomar formas muy diversas.[cita requerida]
La antroposofía ha sido criticada por científicos, médicos e intelectuales (entre los que se encuentran Michael Shermer, Edzard Ernst, y Simon Singh) por considerar la aplicación de la antroposofía a la medicina, agricultura y educación como peligrosa y pseudocientifica. Otros han criticado la antroposofía por tener características de culto religioso.

## Etimología
Su origen etimológico deriva de las palabras griegas anthropos (ἄνθρωπως) que significa “hombre” o “ser humano” y sophia (σοφία) que se traduce como “sabiduría”, es decir, «conocimiento sobre la condición humana».
Hay quienes la consideran una filosofía de vida, por su reflexión centrada en el mejoramiento del ser a partir del "sentir", el "pensar" y el "hacer".[¿quién?] Es un concepto muy amplio fundado en diferentes procesos de autoconocimiento, introspección, y autorreflexión como vía de crecimiento personal.[cita requerida] No obstante, su ambigüedad la ha hecho polémica; y especialmente desacreditada cuando interviene en campos particularmente científicos y fuertemente instituidos, así como la medicina, la física, o la educación.[cita requerida]

## Legados

### Legado intelectual
Se compone principalmente de:
- Ensayos filosóficos, entre otros la Teoría del conocimiento implícita en la concepción goetheana del mundo, Verdad y ciencia, Los enigmas de la filosofía, Nietzsche, un luchador contra su época o La filosofía de la libertad, su obra más representativa.
- Ensayos espirituales o propiamente antroposóficos, como Teosofía, La ciencia oculta, ¿Cómo se alcanza el conocimiento de los mundos superiores?, Directrices antroposóficas, etc.
- Las recopilaciones de conferencias que forman la parte más voluminosa de su legado. La edición alemana de la obra completa supera los 300 volúmenes.

### Legado artístico

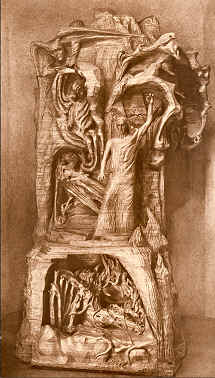
El Representante de la Humanidad (en el centro), con Lucifer y Ahriman (arriba y abajo).

Rudolf Steiner cultivó en el ámbito literario la poesía y el drama. Tanto una como otra tienen un contenido espiritual acorde con su concepción del mundo.[cita requerida]
- El calendario del alma. Es un conjunto de 53 poesías que relacionan el estado espiritual de la persona con las semanas del año, siguiendo el calendario de las principales fiestas cristianas.
- Los dramas-misterio. Son obras de teatro de argumento espiritual en el que los personajes se ven sometidos a diversas pruebas relacionadas con lo que Rudolf Steiner llamaba el camino de la Iniciación.
- El primer y el segundo Goetheanum. Se trata de dos edificios que se erigieron consecutivamente en la localidad de Dornach, sede actual de la Sociedad antroposófica. El primer Goetheanum se quemó en la noche de San Silvestre de 1922. Sobre su solar se erige actualmente el segundo Goetheanum.
- Pintura. Por lo general su tema es espiritual y su técnica parte del color para llegar a la forma.
- Escultura. Rudolf Steiner esculpió en madera una obra de gran tamaño que se conoce como el Representante de la humanidad. En ella plasma su visión del bien y del mal en el hombre.

### Legado disciplinar
Incluye todas aquellas disciplinas que se derivan directamente de la antroposofía como aplicaciones. Algunas están más desarrolladas que otras.
- Pedagogía Waldorf
- Tripartición social
- Agricultura biodinámica
- Medicina antroposófica.

## Rasgos de la antroposofía
- Objetivo: La antroposofía, como filosofía, busca elaborar una comprensión global del hombre y del mundo.[cita requerida]
- Metodología: La antroposofía se basa en una metodología propia para describir lo que su autor llama los mundos espirituales. Esta metodología está descrita desde un punto de vista filosófico en su libro La filosofía de la libertad y desde un punto de vista espiritual en su libro ¿Cómo se alcanza el conocimiento de los mundos superiores?. La dificultad de fundamentar una epistemología que avale y respalde el conocimiento espiritual [cita requerida] concede valor al esfuerzo de Rudolf Steiner para desarrollar durante toda su vida una metodología apropiada a los objetos y sucesos de carácter espiritual.[cita requerida]
- Historicidad: La antroposofía es, sobre todo, el fruto de un encuentro entre las personas [cita requerida] que en el primer cuarto del siglo XX se interesaron por la obra de Rudolf Steiner. En ese sentido es un movimiento histórico que lleva en su fisonomía actual la huella indeleble de la época y el lugar donde ocurrió {el llamado Zeitgeist}. Si hubiese ocurrido en otro entorno geográfico e histórico, la antroposofía tendría un perfil diferente [cita requerida]. Así, se puede decir que lo que hoy en día se entiende por antroposofía, más que la antroposofía en sí, es una perspectiva de la antroposofía.[cita requerida]

## Evolución temática de la antroposofía
- La actividad de Rudolf Steiner como autor de contenidos espirituales comenzó en torno a 1902, momento en que tomó contacto con la Sociedad Teosófica [cita requerida]. La huella de ese encuentro se refleja en la temática de sus conferencias y escritos, fundamentalmente espirituales [cita requerida]. Se descubren de todos modos radicales diferencias con la espiritualidad de otros autores teosóficos. Estas diferencias fueron el germen de la ruptura posterior con el movimiento teosófico y la consolidación de la propia antroposofía. Se pueden citar las siguientes divergencias esenciales:[cita requerida]
  - La falta de una epistemología espiritual o mera preocupación por ella en el seno de la Sociedad Teosófica.
  - El orientalismo imperante en los escritos teosóficos frente al que Rudolf Steiner quería desarrollar una espiritualidad de carácter occidental.
  - El papel central del Cristo en la concepción espiritual de Rudolf Steiner.
  - El constreñimiento de la teosofía a temas meramente espirituales.

- Si se mira la historia de la antroposofía retrospectivamente, empezando por el final (1925), se observa una preponderancia de contenidos de carácter social.[cita requerida] En torno a 1919, Rudolf Steiner estableció su teoría de la Tripartición social, al entrar en contacto con industriales y obreros de las fábricas de Stuttgart. Hacia esa misma fecha, también en Stuttgart inauguró el primer colegio basado en la Pedagogía Waldorf. De 1924 datan sus conferencias sobre agricultura biodinámica. Al contacto con profesionales médicos, propuso los principios de la medicina antroposófica.[cita requerida]

En todos los casos, la renovación temática se debió al acercamiento de otras personas que ya no se interesaban únicamente por el conocimiento espiritual, sino que querían extender esa espiritualidad a campos concretos de la actividad humana.[cita requerida] Entre los comienzos de la antroposofía y los finales se sitúa la Primera Guerra Mundial, hecho que determina la historia de la antroposofía, provocando en buena medida su renovación, como mero reflejo de la renovación social y cultural que sacudió Centroeuropa.[cita requerida]
El escritor Stefan Zweig, quien conoció personalmente a Steiner, expresó su decepción por el rumbo que había tomado la antriposofía hacia aspectos de la vida que a su juicio eran «incluso banales».

## Objetivos sociales
Durante un período después de la Primera Guerra Mundial, Steiner fue extremadamente activo y bien conocido en Alemania, en parte porque dio conferencias proponiendo ampliamente reformas sociales. Steiner fue un crítico agudo de lo que vio como anticuado, y un defensor de lograr la solidaridad social a través de la libertad individual. Una petición que proponía un cambio radical en la constitución alemana y expresaba sus ideas sociales básicas (firmada por Herman Hesse, entre otros) circuló ampliamente. 
La antroposofía sigue teniendo por objeto reformar la sociedad manteniendo y fortaleciendo la independencia de las esferas de la vida cultural, los derechos humanos y la economía. Enfatiza un ideal particular en cada uno de estos tres ámbitos de la sociedad.
- Libertad en la vida cultural.
- Igualdad de derechos, ámbito legislativo.
- Fraternidad en el ámbito económico.

## Camino esotérico
Caminos del desarrollo espiritual
Según Steiner, existe un mundo espiritual real, que evoluciona junto con el material. Steiner sostuvo que el mundo espiritual puede ser investigado en las circunstancias correctas a través de la experiencia directa, por personas que practican formas rigurosas de autodisciplina ética y cognitiva. Steiner describió muchos ejercicios que dijo que eran adecuados para fortalecer tal autodisciplina; la exposición más completa de estos se encuentra en su libro “How To Know Higher Worlds”. El objetivo de estos ejercicios es desarrollar niveles más altos de conciencia a través de la meditación y la observación. Los detalles sobre el mundo espiritual, sugirió Steiner, podrían ser descubiertos e informados sobre esa base, aunque no más infaliblemente que los resultados de las ciencias naturales. 
La antroposofía es un camino del conocimiento para guiar lo espiritual en el ser humano hacia lo espiritual en el universo. Los antropósofos son aquellos que experimentan, como una necesidad esencial de la vida, ciertas preguntas sobre la naturaleza del ser humano y del universo, así como uno experimenta hambre y sed.
Steiner consideraba sus informes de investigación como ayudas importantes para otros que buscaban entrar en la experiencia espiritual. Sugirió que una combinación de ejercicios espirituales (por ejemplo, concentrarse en un objeto como una semilla), desarrollo moral (control del pensamiento, los sentimientos y la voluntad combinado con apertura, tolerancia y flexibilidad) y familiaridad con los resultados de otros investigadores espirituales promovería mejor el desarrollo espiritual de un individuo.  Constantemente enfatizó que cualquier práctica espiritual interna debe llevarse a cabo de tal manera que no interfiera con las responsabilidades de uno en la vida exterior. Steiner distinguió entre lo que él consideraba caminos verdaderos y falsos de investigación espiritual. 
En antroposofía, la expresión artística también se trata como un puente potencialmente valioso entre la realidad espiritual y material.